# 10608 Mameta
10608 Mameta è un asteroide della fascia principale. Scoperto nel 1996, presenta un'orbita caratterizzata da un semiasse maggiore pari a 3,9974544 UA e da un'eccentricità di 0,2512175, inclinata di 4,51238° rispetto all'eclittica.
L'asteroide è dedicato all'astronomo amatoriale giapponese Katsuhiko Mameta.